# Universal Music Japan
Universal Music LLC (яп. ユニバーサル ミュージック合同会社,, Юніба:сару мю:дзікку Ґо:до: гайся), також відома як Universal Music Japan або UMJ, — японська дочірня компанія Universal Music Group, заснована в 1990 році. Найбільша дочірня компанія іноземного холдингу в Японії, яка займається розповсюдженням музики. Вона відповідає за маркетинг і розповсюдження японських релізів Universal в Японії.
У 2021 році генеральний директор і президент Universal Japan Фудзікура Наосі був включений до списку міжнародних потужних гравців від Billboard.

## Історія

### Ранні роки
Компанію було засновано під назвою PolyGram Co., Ltd. у 1990 році, посаду президента та генерального директора обіймав Кадзухіко Коїке. У 1999 році фірму було реструктуровано та перейменовано на Universal Music Co., Ltd. після придбання PolyGram компанією Seagram та її подальшої інтеграції в Universal Studios.

### 2009—2013: Перейменування на Universal Music LLC
У 2009 році компанія була перейменована в Universal Music LLC. Кадзухіко залишив свою посаду, а Ісідзака Кеїті став генеральним директором і президентом.

### 2013—2014: Реструктуризація після покупки EMI
У 2011 році EMI погодилася продати свою музичну діяльність Universal Music Group за 1,2 мільярда фунтів стерлінгів (1,9 мільярда доларів), а свою діяльність з видавництва музики — консорціуму під керівництвом Sony за 2,2 мільярда доларів. Серед інших компаній, які змагалися за музичний бізнес, була Warner Music Group, яка, як повідомлялося, зробила ставку у 2 мільярди доларів. Universal Music Group завершила придбання EMI 28 вересня 2012 року. У 2012 році Ісідзака став генеральним директором EMI Music Japan, тоді як Universal Japan мала провести корпоративний обмін у відповідь на злиття. Через десять місяців після поглинання EMI Music Japan, припинив своє існування й її наступник — EMI Records Japan. Через дев'ять місяців після злиття Ісідзака залишив посаду генерального директора Universal Japan і став невиконавчим головою. Його наступником був призначений Фудзікура Наосі у 2014 році. У квітні 2014 року Universal Japan була знову реструктуризована. Багато з її лейблів неодноразово перейменовувалися та розділялися, включно з EMI Records Japan, який розділився на два сублейбли EMI Records та Virgin Records, з яких останній був перейменований на EMI R, а потім об’єднаний з Delicious Deli Records, утворивши Virgin Music Label & Artist Services.

### 2015—дотепер: Нова бізнес-модель, поштовх до потокового мультимедіа та всесвітнього поширення
У грудні 2015 року Фудзікура оголосив, що Universal Japan «це новий бізнес» і що компанія запровадить нову бізнес-модель для зміцнення. Ці зміни набули чинності з 1 січня 2016 р.. У грудні 2015 р. спільно з японською компанією Warlock була заснована нова торгова марка Universal-W.
У серпні 2016 року музичний гурт Radwimps випустив саундтрек до японського анімаційного фільму 2016 року «Твоє ім'я». Альбом мав комерційний успіх у Японії та рідкісне досягнення — потрапляння в чарти Сполучених Штатів у 2017 році. У грудні того ж року Universal Japan придбала Office Augusta, музичне агентство (засноване в 1992 році), і перетворила її на дочірню компанію; в результаті лейбл останнього Augusta Records став афілійованим лейблом Universal Japan.
У 2017 році компанія оголосила про переїзд із Мінато, Токіо, до Jingumae Tower Building у Сібуї, Токіо. Переїзд відбувся з 15 вересня по 9 жовтня 2018 року. У грудні 2017 року Universal Japan оголосила про призупинення контракту з учасником Hilcrhyme DJ Katsu після його арешту за зберігання марихуани. Згодом він залишив гурт після арешту, а група втратила свій контракт на запис.
У червні 2018 року Universal Japan оголосила про ексклюзивну ліцензійну угоду з Disney Music Group.
У 2019 році Universal Japan призупинила продажі дискографії співака Тагуті Дзюнносуке та видалила його релізи з цифрових магазинів після його арешту за зберігання марихуани.
У 2020 році Universal Japan оновила свій корпоративний логотип, зробивши його ідентичним тому, який використовується материнською компанією Universal Music Group. У тому ж році Universal запустила лейбл Virgin Music Label and Artist Services. Сервіс став доступним в багатьох дочірніх компаніях, включаючи Universal Japan.
У 2021 році Yoshimoto Music підписала угоду з Universal Japan про розповсюдження майбутніх релізів. У липні 2021 року гендиректор і президент Фудзікура був включений до списку міжнародних потужних гравців Billboard. В інтерв’ю Billboard Japan Фудзікура поділився своїми заходами щодо збільшення доходу від потокового мультимедіа та стратегіями залучення виконавців Universal Japan до чартів за кордоном. З тих пір Universal Japan випустила попередні релізи своїх колишніх і нинішніх виконавців по всьому світу в цифровому вигляді, включаючи Утаду Хікару, Crystal Kay, Radwimps, Mrs. Green Apple, Che'Nelle та Ai.
У 2022 році Фудзікура другий рік поспіль потрапив до списку міжнародних потужних гравців Billboard. Він став першим японським керівником, який з’явився в списку тричі (вперше — в 2019 році). В інтерв’ю Фудзікура обговорив плани щодо створення нових торгових майданчиків в Японії та їх розвитку за кордоном, зокрема в Сполучених Штатах. У вересні 2022 року японський музичний гурт Travis Japan підписав угоду про звукозапис із американським лейблом Capitol Records, а розповсюдженням і маркетингом займається Universal Japan. У жовтні 2022 року, після успіху Uta's Songs: One Piece Film Red, співачка Ado підписала контракт із американським Geffen Records, маючи поточну угоду з Virgin Music.
У грудні 2022 року Universal Japan оголосила про організаційні зміни, які набули чинності 1 січня 2023 року. Universal J, заснований у 2002 році, був розділений на два лейбли: UJ і Polydor Records. Лейбли з Universal J, включаючи Johnny's Universe та Top J Records, були передані до UJ. Компанія також оголосила, що Augusta Records стане частиною Universal Sigma.
У квітні 2023 року Фудзікура третій рік поспіль був включений до списку міжнародних потужних гравців Billboard. У липні 2023 року компанія Universal Japan анонсувала новий лейбл під керівництвом EMI, Holo-n, у партнерстві з японським агентством віртуальних ютуберів Hololive Production.

## Лейбли

### Діючі лейбли
- Polydor Records
  - Perfume Records
  - Asse!! Records
  - Diva Records
- UJ
  - Johhny's Universe
  - Over the Top
  - TJ
- Universal Sigma
  - Hehn Records
  - DCT Records
  - Yoshimoto Universal Tunes
  - U Cube
- Lighthouse Music
- Universal D
- EMI Records
  - Holo-n
  - Eastworld
  - Go Good Records
  - Mercury Tokyo
- Universal Gear
- Virgin Music
  - Def Jam Recordings
  - Kinashi Records
  - Republic Records
- USM Japan
  - Universal International
  - UM & Brands
- Augusta Records
- Universal Classics
- Be-U
- Universal Music IST

### Колишні лейбли
- Delicious Deli Records
- EMI Records Japan
- EMI Music Japan
- Island Records
- Def Jam Japan
- EMI R
- Nayutawave Records
- Virgin Records
- Universal Victor
- Nippon Phonogram
- Mercury Music Entertainment
- Kitty Records
- Zero-A
- Far Eastern Tribe Records
- Universal-W
- Universal J
- Zen Music
- A&M Records